# Jean-Claude Lecante
Jean-Claude Lecante (nascido em 12 de novembro de 1934) é um ex-ciclista francês que participou nos Jogos Olímpicos de Verão de 1956 em Melbourne, onde conquistou a medalha de prata na perseguição por equipes no ciclismo de pista, junto com Michel Vermeulin, Jean Graczyk e René Bianchi.